# Norbert Növényi
Norbert Növényi (* 15. května 1957 Budapešť, Maďarsko) je bývalý maďarský zápasník, reprezentant v zápase řecko-římském.
V roce 1980 na olympijských hrách v Moskvě vybojoval v kategorii do 90 kg zlatou medaili. V roce 1992 na hrách v Barceloně vybojoval sedmé místo v kategorii do 100 kg.